# مورومبورا
مورومبورا (به انگلیسی: Murrumburrah) یک شهرک در استرالیا است که در نیو ساوت ولز واقع شده‌است.